# تکرار آنکرین
تکرار آنکرین (انگلیسی: Ankyrin repeat) یک موتیف ساختاری ۳۳تایی در پروتئین‌هاست که از ۲ مارپیچ آلفا تشکیل شده‌است که توسط یک حلقه از هم جدا می‌شوند. این موتیف نخستین بار در پروتئین‌های نشانه‌گذاری یاخته در مخمر «Cdc10» و همچنین مگس سرکه کشف شد.
دومین‌هایی که حاوی «تکرارهای آنکرین» باشند، در تعامل پروتئین-پروتئین شرکت دارند و یکی از رایج‌ترین موتیف‌های ساختاری پروتئین‌ها محسوب می‌شوند.
تکرار آنکرین در باکتری‌ها، باستانیان و یوکاریوت‌ها وجود دارند؛ اما در یوکاریوت‌ها بسیار بیشتر دیده می‌شوند. تکرار آنکرین در بیشتر ویروس‌ها، به‌استثنای پاکس‌ویروس‌ها، وجود ندارند. بیشتر پروتئین‌های حاوی این موتیف، معمولاً دارای ۴ تا ۶ تکرار هستند. بیشترین تکرار آنکرین در نوعی پروتئین مترشحه از ژیاردیا لامبلیا یافت شده‌است که حاوی ۳۴ تکرار است.
تکرارهای آنکرین معمولاً با یکدیگر چین می‌خورند تا یک ساختار سلنوئیدی خطی بسازند که بدان «دومین‌های تکرار آنکرین» می‌گویند. این دومین‌ها، یکی از فراوان‌ترین پلت‌فرم‌های تعامل پروتئین-پروتئین در طبیعت هستند.
تکرارهای آنکرین در انسان با بروی برخی از بیماری‌ها مرتبط است که از آن میان می‌توان به برخی سرطان‌ها، کاداسیل و رفتارهای عادت‌گونه یا اعتیادی همچون الکلیسم و وابستگی به نیکوتین و چاقی اشاره نمود.